# Rein Tubin
Rein Tubin, född den 2 december 1932 i Tartu, död den 22 oktober 1988 i Solna, var en estnisk dirigent, orkesterledare, trombonist och ingenjör.
Han studerade i barndomen fiol (Hugo Schütz) och piano (Olav Roots), senare trombon. I 1944 flydde han med sin far Eduard Tubin, styvmor Erika Tubin och halvsyskon Eino Tubin till Sverige. 
1949 grundade han swingorkestern Blue Devils i Stockholm där han spelade kontrabas. 
Under åren 1976–1988 var han dirigent för Stockholms Estniska Manskör (1976–1982 tillsammans med sin far Eduard Tubin, 1982–1988 med Lembit Leetmaa). Han dirigerade manskörer även på Estniska sångfester i Sverige och estniska nationaldagsfiranden i Stockholm.
Hans far Eduard Tubin var kompositör och modern Linda Tubin skådespelerska och sångerska; hans halvbror Eino Tubin är frilansjournalist.